# Mistrzostwa Świata w Piłce Nożnej 1930 (składy)
Składy finalistów I Mistrzostw Świata w Piłce Nożnej w 1930 rozgrywanych w Urugwaju.

## Argentyna
Trenerzy: Francisco Olazar i Juan José Tramutola
| Nr. | Pozycja   | Zawodnik             | Data urodzenia       | Występy | Klub                          |
| --- | --------- | -------------------- | -------------------- | ------- | ----------------------------- |
| -   | Bramkarz  | Ángel Bossio         | 5 maja 1905          | -       | Talleres Remedios de Escalada |
| -   | Bramkarz  | Juan Botasso         | 23 października 1908 | -       | Argentino de Quilmes          |
| -   | Napastnik | Roberto Cherro       | 23 września 1907     | -       | Boca Juniors                  |
| -   | Obrońca   | Alberto Chividini    | 23 lutego 1907       | -       | Central Norte Tucumán         |
| -   | Napastnik | Attilio Demaría      | 19 marca 1909        | -       | Estudiantil Porteño           |
| -   | Obrońca   | José Della Torre     | 26 marca 1906        | -       | Racing Club                   |
| -   | Obrońca   | Juan Evaristo        | 20 czerwca 1902      | -       | Sportivo Barracas             |
| -   | Napastnik | Mario Evaristo       | 10 grudnia 1908      | -       | Boca Juniors                  |
| -   | Napastnik | Manuel Ferreira      | 22 października 1905 | -       | Estudiantes La Plata          |
| -   | Pomocnik  | Luis Monti           | 15 maja 1901         | -       | San Lorenzo de Almagro        |
| -   | Obrońca   | Ramón Muttis         | 12 marca 1899        | -       | Boca Juniors                  |
| -   | Obrońca   | Rodolfo Orlandini    | 1 stycznia 1905      | -       | Estudiantil Porteño           |
| -   | Obrońca   | Fernando Paternoster | 24 maja 1903         | -       | Racing Club                   |
| -   | Napastnik | Natalio Perinetti    | 28 grudnia 1900      | -       | Racing Club                   |
| -   | Napastnik | Carlos Peucelle      | 13 września 1908     | -       | Sportivo Buenos Aires         |
| -   | Obrońca   | Edmundo Piaggio      | 3 października 1910  | -       | CA Lanús                      |
| -   | Napastnik | Alejandro Scopelli   | 12 maja 1908         | -       | Estudiantes La Plata          |
| -   | Napastnik | Carlos Spadaro       | 5 lutego 1902        | -       | CA Lanús                      |
| -   | Napastnik | Guillermo Stábile    | 17 stycznia 1905     | -       | CA Huracán                    |
| -   | Pomocnik  | Arico Suárez         | 5 czerwca 1908       | -       | Boca Juniors                  |
| -   | Napastnik | Francisco Varallo    | 5 lutego 1910        | -       | Gimnasia y Esgrima La Plata   |
| -   | Obrońca   | Adolfo Zumelzú       | 5 stycznia 1902      | -       | Estudiantil Porteño           |

## Belgia
Trener: Hector Goetinck
| Nr. | Pozycja   | Zawodnik          | Data urodzenia       | Występy | Klub                                    |
| --- | --------- | ----------------- | -------------------- | ------- | --------------------------------------- |
| -   | Napastnik | Ferdinand Adams   | 3 maja 1903          | -       | SC Anderlechtois                        |
| -   | Bramkarz  | Arnold Badjou     | 26 czerwca 1909      | -       | Daring Club de Bruxelles Societe Royale |
| -   | Pomocnik  | Pierre Braine     | 26 października 1900 | -       | Royal Beerschot AC                      |
| -   | Pomocnik  | Alexis Chantraine | 16 marca 1901        | -       | Royal FC Liegeois                       |
| -   | Bramkarz  | Jean De Bie       | 9 maja 1892          | -       | Royal Racing Club de Bruxelles          |
| -   | Pomocnik  | Jean De Clercq    | 17 maja 1905         | -       | Royal Antwerp FC                        |
| -   | Obrońca   | Henri De Deken    | 3 sierpnia 1907      | -       | Royal Antwerp FC                        |
| -   | Napastnik | Gérard Delbeke    | 1 września 1903      | -       | Royal FC Brugeois                       |
| -   | Napastnik | Jan Diddens       | 14 września 1908     | -       | RC de Malines Societe Royale            |
| -   | Pomocnik  | Auguste Hellemans | 14 września 1907     | -       | Royal FC Malinois                       |
| -   | Obrońca   | Nicolas Hoydonckx | 30 stycznia 1905     | -       | FC Excelsior Hasselt                    |
| -   | Napastnik | Jacques Moeschal  | 6 września 1900      | -       | Royal Racing Club de Bruxelles          |
| -   | Obrońca   | Théodore Nouwens  | 17 lutego 1908       | -       | RC de Malines Societe Royale            |
| -   | Napastnik | André Saeys       | 20 lutego 1911       | -       | Royal CS Brugeois                       |
| -   | Napastnik | Louis Versijp     | 5 grudnia 1908       | -       | Royal FC Brugeois                       |
| -   | Napastnik | Bernard Voorhoof  | 10 maja 1910         | -       | Liersche Sportkring                     |

## Boliwia
Trener: Ulises Saucedo
| Nr. | Pozycja   | Zawodnik             | Data urodzenia  | Występy | Klub                 |
| --- | --------- | -------------------- | --------------- | ------- | -------------------- |
| -   | Napastnik | Mario Alborta        | 1904            | -       | Club Bolívar         |
| -   | Pomocnik  | Juan Argote          | 1906            | -       | Club Bolívar         |
| -   | Bramkarz  | Jesús Bermúdez       | 1902            | -       | Oruro Royal          |
| -   | Pomocnik  | Miguel Brito         |                 | -       | Oruro Royal          |
| -   | Napastnik | José Bustamante      | 1907            | -       | Litoral              |
| -   | Obrońca   | Casiano Chavarría    | 3 sierpnia 1901 | -       | Calavera La Paz      |
| -   | Obrońca   | Segundo Durandal     | 17 marca 1912   | -       | CS San Jose Oruro    |
| -   | Napastnik | René Fernández       | 1906            | -       | Alianza Oruro        |
| -   | Napastnik | Gumersindo Gómez     | 1907            | -       | Oruro Royal          |
| -   | Pomocnik  | Diógenes Lara        | 1902            | -       | Club Bolívar         |
| -   | Napastnik | Rafael Méndez        | 1904            | -       | Universitario La Paz |
| -   | Bramkarz  | Miguel Murillo       |                 | -       | Club Bolívar         |
| -   | Pomocnik  | Constantino Noya     |                 | -       | Oruro Royal          |
| -   | Napastnik | Eduardo Reyes Ortíz  | 1907            | -       | The Strongest        |
| -   | Obrońca   | Luis Reyes Peñaranda |                 | -       | Universitario La Paz |
| -   | Pomocnik  | Renato Sáinz         | 14 grudnia 1899 | -       | The Strongest        |
| -   | Pomocnik  | Jorge Valderrama     | 12 grudnia 1906 | -       | Oruro Royal          |

## Brazylia
Trener: Píndaro de Carvalho Rodrigues
| Nr. | Pozycja   | Zawodnik       | Data urodzenia    | Występy | Klub             |
| --- | --------- | -------------- | ----------------- | ------- | ---------------- |
| -   | Napastnik | Araken         | 17 lipca 1905     | -       | Santos FC        |
| -   | Napastnik | Benedicto      | 10 maja 1910      | -       | Botafogo         |
| -   | Pomocnik  | Benevenuto     | 8 sierpnia 1903   | -       | CR Flamengo      |
| -   | Obrońca   | Brilhante      | 5 listopada 1904  | -       | CR Vasco da Gama |
| -   | Napastnik | Carvalho Leite | 25 czerwca 1912   | -       | Botafogo         |
| -   | Napastnik | Doca           | 7 kwietnia 1903   | -       | São Cristóvão FR |
| -   | Pomocnik  | Fausto         | 28 stycznia 1905  | -       | CR Vasco da Gama |
| -   | Pomocnik  | Fernando       | 1 marca 1906      | -       | Fluminense FC    |
| -   | Pomocnik  | Fortes         | 9 września 1901   | -       | Fluminense FC    |
| -   | Pomocnik  | Hermógenes     | 4 listopada 1908  | -       | América FC       |
| -   | Obrońca   | Itália         | 22 maja 1907      | -       | CR Vasco da Gama |
| -   | Pomocnik  | Ivan Mariz     | 16 maja 1910      | -       | Fluminense FC    |
| -   | Bramkarz  | Joel           | 1 maja 1904       | -       | América FC       |
| -   | Napastnik | Manoelzinho    | 22 sierpnia1907   | -       | Goytacaz FC      |
| -   | Napastnik | Moderato       | 14 lipca 1902     | -       | CR Flamengo      |
| -   | Napastnik | Nilo           | 3 kwietnia 1903   | -       | Botafogo         |
| -   | Obrońca   | Oscarino       | 17 stycznia 1907  | -       | Ypiranga Niterói |
| -   | Pomocnik  | Pamplona       | 24 marca 1904     | -       | Botafogo         |
| -   | Napastnik | Poly           | 26 stycznia 1909  | -       | Americano FC     |
| -   | Napastnik | Preguinho      | 8 lutego 1905     | -       | Fluminense FC    |
| -   | Napastnik | Russinho       | 18 grudnia 1902   | -       | CR Vasco da Gama |
| -   | Napastnik | Teóphilo       | 11 kwietnia 1900  | -       | São Cristóvão FC |
| -   | Bramkarz  | Velloso        | 25 września 1908  | -       | Fluminense FC    |
| -   | Obrońca   | Zé Luiz        | 16 listopada 1904 | -       | São Cristóvão FC |

## Chile
Trener: György Orth
| Nr. | Pozycja   | Zawodnik            | Data urodzenia       | Występy | Klub                     |
| --- | --------- | ------------------- | -------------------- | ------- | ------------------------ |
| -   | Napastnik | Juan Aguilera       |                      | -       | Sportivo Italiano        |
| -   | Napastnik | Guillermo Arellano  | 21 sierpnia 1908     | -       | Colo-Colo                |
| -   | Obrońca   | Ernesto Chaparro    | 4 stycznia 1901      | -       | Colo-Colo                |
| -   | Pomocnik  | Arturo Coddou       |                      | -       | Arturo Fernández Vial    |
| -   | Bramkarz  | Roberto Cortés      | 2 lutego 1905        | -       | Colo-Colo                |
| -   | Pomocnik  | Humberto Elgueta    |                      | -       | Santiago Wanderers       |
| -   | Bramkarz  | César Espinoza      |                      | -       | Santiago Wanderers       |
| -   | Obrońca   | Víctor Morales      | 10 maja 1905         | -       | Colo-Colo                |
| -   | Pomocnik  | Horacio Muñoz       |                      | -       | Arturo Fernández Vial    |
| -   | Napastnik | Tomás Ojeda         | 20 kwietnia 1910     | -       | Boca Juniors Antofagasta |
| -   | Obrońca   | Ulises Poirier      | 2 lutego 1897        | -       | La Cruz Valparaiso       |
| -   | Obrońca   | Guillermo Riveros   | 10 lutego 1902       | -       | La Cruz Valparaiso       |
| -   | Pomocnik  | Guillermo Saavedra  | 5 listopada 1903     | -       | Colo-Colo                |
| -   | Napastnik | Carlos Schneeberger | 21 czerwca 1902      | -       | Colo-Colo                |
| -   | Napastnik | Guillermo Subiabre  | 25 lutego 1902       | -       | Colo-Colo                |
| -   | Pomocnik  | Arturo Torres       | 20 października 1906 | -       | Colo-Colo                |
| -   | Pomocnik  | Casimiro Torres     | 1906                 | -       | Everton de Viña del Mar  |
| -   | Napastnik | Carlos Vidal        | 24 lutego 1902       | -       | Italiano Schwager        |
| -   | Napastnik | Eberardo Villalobos | 1 kwietnia 1908      | -       | CSD Rangers              |

## Francja
Trener: Raoul Caudron
| Nr. | Pozycja   | Zawodnik             | Data urodzenia    | Występy | Klub                  |
| --- | --------- | -------------------- | ----------------- | ------- | --------------------- |
| -   | Obrońca   | Numa Andoire         | 1908              | -       | Antibes               |
| -   | Obrońca   | Marcel Capelle       | 11 grudnia 1904   | -       | Racing Club de France |
| -   | Pomocnik  | Augustin Chantrel    | 11 listopada 1906 | -       | CASG Paris            |
| -   | Napastnik | Edmond Delfour       | 1 listopada 1907  | -       | Racing Club de France |
| -   | Pomocnik  | Célestin Delmer      | 15 lutego 1907    | -       | Amiens AC             |
| -   | Napastnik | Marcel Langiller     | 2 czerwca 1908    | -       | Excelsior AC Roubaix  |
| -   | Pomocnik  | Jean Laurent         | 30 grudnia 1906   | -       | CA Paris              |
| -   | Napastnik | Lucien Laurent       | 10 grudnia 1907   | -       | CA Paris              |
| -   | Napastnik | Ernest Libérati      | 22 marca 1906     | -       | Amiens AC             |
| -   | Napastnik | André Maschinot      | 28 czerwca 1903   | -       | FC Sochaux            |
| -   | Obrońca   | Étienne Mattler      | 25 grudnia 1905   | -       | FC Sochaux            |
| -   | Pomocnik  | Marcel Pinel         | 8 lipca 1908      | -       | Red Star Paris        |
| -   | Bramkarz  | André Tassin         | 1902              | -       | Racing Club de France |
| -   | Bramkarz  | Alex Thépot          | 30 lipca 1906     | -       | Red Star Paris        |
| -   | Napastnik | Émile Veinante       | 12 czerwca 1907   | -       | Racing Club de France |
| -   | Pomocnik  | Alexandre Villaplane | 12 września 1905  | -       | Racing Club de France |

## Jugosławia
Trener: Boško Simonović
| Nr. | Pozycja   | Zawodnik             | Data urodzenia       | Występy | Klub                |
| --- | --------- | -------------------- | -------------------- | ------- | ------------------- |
| -   | Pomocnik  | Milorad Arsenijević  | 6 czerwca 1906       | -       | SK Beograd          |
| -   | Napastnik | Ivan Bek             | 29 października 1909 | -       | FC Cette            |
| -   | Pomocnik  | Momčilo Đokić        | 27 lutego 1911       | -       | Jugoslavija Beograd |
| -   | Napastnik | Branislav Hrnjiček   | 5 czerwca 1908       | -       | Jugoslavija Beograd |
| -   | Obrońca   | Milutin Ivković      | 3 marca 1906         | -       | ASK Beograd         |
| -   | Bramkarz  | Milovan Jakšić       | 21 września 1909     | -       | ASK Beograd         |
| -   | Napastnik | Blagoje Marjanović   | 9 września 1907      | -       | SK Beograd          |
| -   | Obrońca   | Dušan Marković       | 9 marca 1906         | -       | Vojvodina Novi Sad  |
| -   | Obrońca   | Dragoslav Mihajlović | 13 grudnia 1906      | -       | BSK Beograd         |
| -   | Napastnik | Dragutin Najdanović  | 15 kwietnia 1908     | -       | BSK Beograd         |
| -   | Napastnik | Branislav Sekulić    | 29 października 1906 | -       | SC Montpellier      |
| -   | Pomocnik  | Teofilo Spasojević   | 21 stycznia 1909     | -       | Jugoslavija Beograd |
| -   | Pomocnik  | Ljubiša Stefanović   | 4 stycznia 1910      | -       | FC Cette            |
| -   | Bramkarz  | Milan Stojanović     | 28 grudnia 1911      | -       | BSK Beograd         |
| -   | Napastnik | Aleksandar Tirnanić  | 15 lipca 1911        | -       | BSK Beograd         |
| -   | Obrońca   | Dragomir Tošić       | 8 listopada 1909     | -       | BSK Beograd         |
| -   | Napastnik | Đorđe Vujadinović    | 6 grudnia 1909       | -       | BSK Beograd         |

## Meksyk
Trener: Juan Luque de Serrallonga
| Nr. | Pozycja   | Zawodnik                  | Data urodzenia      | Występy | Klub         |
| --- | --------- | ------------------------- | ------------------- | ------- | ------------ |
| -   | Pomocnik  | Efraín Amézcua            | 3 sierpnia 1907     | -       | Atlante      |
| -   | Bramkarz  | Óscar Bonfiglio           | 5 października 1905 | -       | Marte FC     |
| -   | Napastnik | Juan Carreño              | 14 sierpnia 1907    | -       | Atlante      |
| -   | Napastnik | Jesús Castro              |                     | -       | Atlante      |
| -   | Obrońca   | Rafael Garza Gutiérrez    | 13 grudnia 1896     | -       | Club America |
| -   | Obrońca   | Francisco Garza Gutiérrez | 14 marca 1904       | -       | Club America |
| -   | Napastnik | Roberto Gayón             | 1 stycznia 1905     | -       | Club America |
| -   | Napastnik | Hilario López             | 18 listopada 1907   | -       | Marte FC     |
| -   | Napastnik | Dionisio Mejía            | 6 stycznia 1907     | -       | Atlante      |
| -   | Napastnik | Felipe Olivares           | 5 lutego 1910       | -       | Atlante      |
| -   | Napastnik | Luis Pérez                | 1 stycznia 1907     | -       | Necaxa       |
| -   | Pomocnik  | Raymundo Rodríguez        | 15 kwietnia 1905    | -       | Marte FC     |
| -   | Pomocnik  | Felipe Rosas              | 5 lutego 1910       | -       | Atlante      |
| -   | Obrońca   | Manuel Rosas              | 17 kwietnia 1912    | -       | Atlante      |
| -   | Napastnik | José Ruiz                 | 1 stycznia 1904     | -       | Necaxa       |
| -   | Pomocnik  | Alfredo Sánchez           |                     | -       | Club America |
| -   | Bramkarz  | Isidoro Sota              | 4 lutego 1902       | -       | Club America |

## Paragwaj
Trener: José Durand Laguna
| Nr. | Pozycja   | Zawodnik               | Data urodzenia   | Występy | Klub                  |
| --- | --------- | ---------------------- | ---------------- | ------- | --------------------- |
| -   | Pomocnik  | Francisco Aguirre      | 1908             | -       | Club Olimpia          |
| -   | Bramkarz  | Pedro Benítez          | 12 stycznia 1901 | -       | Club Libertad         |
| -   | Pomocnik  | Santiago Benítez       | 1903             | -       | Club Olimpia          |
| -   | Napastnik | Delfín Benítez Cáceres | 24 września 1910 | -       | Club Libertad         |
| -   | Napastnik | Saguier Carreras       |                  | -       | Club Sportivo Luqueño |
| -   | Obrońca   | Eustacio Chamorro      |                  | -       | Club Presidente Hayes |
| -   | Bramkarz  | Modesto Denis          | 1901             | -       | Club Nacional         |
| -   | Pomocnik  | Eusebio Díaz           | 1901             | -       | Club Guaraní          |
| -   | Napastnik | Diógenes Domínguez     | 1902             | -       | Club Sportivo Luqueño |
| -   | Pomocnik  | Romildo Etcheverry     | 1907             | -       | Club Olimpia          |
| -   | Pomocnik  | Diego Florentín        |                  | -       | Club River Plate      |
| -   | Obrońca   | Salvador Flóres        | 1906             | -       | Cerro Porteño         |
| -   | Pomocnik  | Tranquilino Garcete    | 1907             | -       | Club Libertad         |
| -   | Napastnik | Aurelio González       | 25 września 1905 | -       | Club Olimpia          |
| -   | Obrońca   | José Miracca           | 23 września 1903 | -       | Club Nacional         |
| -   | Napastnik | Lino Nessi             | 1904             | -       | Club Libertad         |
| -   | Obrońca   | Quiterio Olmedo        | 21 grudnia 1907  | -       | Club Nacional         |
| -   | Napastnik | Amadeo Ortega          |                  | -       | Club River Plate      |
| -   | Napastnik | Bernabé Rivera         |                  | -       | Club Sportivo Luqueño |
| -   | Napastnik | Gerardo Romero         | 1906             | -       | Club Libertad         |
| -   | Napastnik | Luis Vargas Peña       | 1905             | -       | Club Olimpia          |
| -   | Napastnik | Jacinto Villalba       |                  | -       | Cerro Porteño         |

## Peru
Trener: Francisco Bru
| Nr. | Pozycja   | Zawodnik              | Data urodzenia       | Występy | Klub                         |
| --- | --------- | --------------------- | -------------------- | ------- | ---------------------------- |
| -   | Pomocnik  | Eduardo Astengo       |                      | -       | Universitario de Deportes    |
| -   | Napastnik | Carlos Cillóniz       |                      | -       | Universitario de Deportes    |
| -   | Obrońca   | Mario de las Casas    | 31 stycznia 1901     | -       | Lawn Tennis de la Exposición |
| -   | Pomocnik  | Alberto Denegri       |                      | -       | Alianza Lima                 |
| -   | Obrońca   | Arturo Fernández      | 10 kwietnia 1910     | -       | Universitario de Deportes    |
| -   | Pomocnik  | Plácido Galindo       | 9 marca 1906         | -       | Universitario de Deportes    |
| -   | Pomocnik  | Domingo García        | 1904                 | -       | Alianza Lima                 |
| -   | Napastnik | Jorge Góngora         | 12 października 1906 | -       | Universitario de Deportes    |
| -   | Napastnik | José María Lavalle    | 5 czerwca 1911       | -       | Alianza Lima                 |
| -   | Napastnik | Julio Lores           | 15 września 1908     | -       | Association FBC              |
| -   | Obrońca   | Antonio Maquilón      | 29 listopada 1902    | -       | Tarapacá Ferroviario         |
| -   | Napastnik | Demetrio Neyra        | 1908                 | -       | Alianza Lima                 |
| -   | Napastnik | Pablo Pacheco         | 22 czerwca 1908      | -       | Universitario de Deportes    |
| -   | Bramkarz  | Jorge Pardón          | 19 grudnia 1909      | -       | Sporting Tabaco              |
| -   | Pomocnik  | Julio Quintana        | 1904                 | -       | Alianza Lima                 |
| -   | Napastnik | Lizardo Rodríguez Nue | 30 sierpnia 1910     | -       | Progreso                     |
| -   | Napastnik | Jorge Sarmiento       | 20 listopada 1900    | -       | Alianza Lima                 |
| -   | Obrońca   | Alberto Soria         | 1906                 | -       | Alianza Lima                 |
| -   | Napastnik | Luis Souza Ferreira   | 6 października 1908  | -       | Universitario de Deportes    |
| -   | Bramkarz  | Juan Valdivieso       | 6 maja 1910          | -       | Alianza Lima                 |
| -   | Pomocnik  | Juan Alfonso Valle    | 1 stycznia 1905      | -       | Italiano Lima                |
| -   | Napastnik | Alejandro Villanueva  | 4 czerwca 1908       | -       | Alianza Lima                 |

## Rumunia
Trener: Constantin Rădulescu
| Nr. | Pozycja   | Zawodnik            | Data urodzenia       | Występy | Klub                         |
| --- | --------- | ------------------- | -------------------- | ------- | ---------------------------- |
| -   | Napastnik | Ștefan Barbu        | 2 marca 1908         | -       | Olimpia Arad                 |
| -   | Pomocnik  | Alexandru Borbely   | 1 stycznia 1900      | -       | Belvedere București          |
| -   | Obrońca   | Rudolf Bürger       | 31 października 1908 | -       | Chinezul Timișoara           |
| -   | Obrońca   | Iosif Czako         | 11 czerwca 1906      | -       | UDR Reșița                   |
| -   | Napastnik | Adalbert Deșu       | 1909                 | -       | UDR Reșița                   |
| -   | Pomocnik  | Alfred Eisenbeisser | 7 kwietnia 1908      | -       | Dragoș Vodă Cernăuți         |
| -   | Napastnik | Andrei Glanzmann    | 27 marca 1907        | -       | FC Oradea                    |
| -   | Napastnik | Elemer Kocsis       | 27 lutego 1910       | -       | FC Bihor                     |
| -   | Napastnik | Miklós Kovács       | 23 grudnia 1911      | -       | Banatul Timișoara            |
| -   | Bramkarz  | Ion Lăpușneanu      | 8 grudnia 1908       | -       | Sportul Studențesc           |
| -   | Pomocnik  | Ladislau Raffinsky  | 23 kwietnia 1905     | -       | Juventus București           |
| -   | Pomocnik  | Corneliu Robe       | 23 maja 1908         | -       | Olympia București            |
| -   | Napastnik | Constantin Stanciu  | 1911                 | -       | Venus București              |
| -   | Pomocnik  | Petre Steinbach     | 1 stycznia 1906      | -       | FC Unirea Tricolor București |
| -   | Obrońca   | Adalbert Steiner    | 24 stycznia 1907     | -       | Chinezul Timișoara           |
| -   | Pomocnik  | Rudolf Steiner      | 24 stycznia 1907     | -       | Chinezul Timișoara           |
| -   | Napastnik | Ilie Subășeanu      | 1 stycznia 1906      | -       | Olympia București            |
| -   | Pomocnik  | Emerich Vogl        | 12 sierpnia 1905     | -       | Juventus București           |
| -   | Napastnik | Rudolf Wetzer       | 17 marca 1901        | -       | Juventus București           |
| -   | Bramkarz  | Samuel Zauber       | 1 stycznia 1901      | -       | Maccabi București            |

## Stany Zjednoczone
Trener: Robert Millar
| Nr. | Pozycja   | Zawodnik          | Data urodzenia   | Występy | Klub                      |
| --- | --------- | ----------------- | ---------------- | ------- | ------------------------- |
| -   | Pomocnik  | Andy Auld         | 26 stycznia 1900 | -       | Providence FC             |
| -   | Napastnik | Mike Bookie       | 12 września 1904 | -       | Cleveland Slavia          |
| -   | Pomocnik  | Jim Brown         | 31 grudnia 1908  | -       | New York Giants           |
| -   | Bramkarz  | Jimmy Douglas     | 12 stycznia 1898 | -       | New York Nationals        |
| -   | Napastnik | Tom Florie        | 6 września 1897  | -       | New Bedford Whalers       |
| -   | Obrońca   | Jimmy Gallagher   | 7 czerwca 1901   | -       | New York Nationals        |
| -   | Obrońca   | James Gentle      | 21 lipca 1904    | -       | Philadelphia Cricket Club |
| -   | Pomocnik  | Billy Gonsalves   | 10 sierpnia 1908 | -       | Fall River FC             |
| -   | Napastnik | Bart McGhee       | 30 kwietnia 1899 | -       | New York Nationals        |
| -   | Obrońca   | George Moorhouse  | 4 maja 1901      | -       | New York Giants           |
| -   | Pomocnik  | Arnold Oliver     | 22 maja 1907     | -       | Providence FC             |
| -   | Napastnik | Bertram Patenaude | 4 listopada 1909 | -       | Fall River FC             |
| -   | Pomocnik  | Philip Slone      | 20 stycznia 1907 | -       | New York Giants           |
| -   | Obrońca   | Raphael Tracey    | 6 lutego 1904    | -       | St. Louis Ben Millers     |
| -   | Obrońca   | Frank Vaughn      | 18 lutego 1902   | -       | St. Louis Ben Millers     |
| -   | Obrońca   | Alexander Wood    | 12 czerwca 1907  | -       | Detroit Holley Carburetor |

## Urugwaj
Trener: Alberto Suppici
| Nr. | Pozycja   | Zawodnik            | Data urodzenia    | Występy | Klub                      |
| --- | --------- | ------------------- | ----------------- | ------- | ------------------------- |
| -   | Pomocnik  | José Andrade        | 22 listopada 1901 | -       | Club Nacional de Football |
| -   | Napastnik | Peregrino Anselmo   | 3 sierpnia 1904   | -       | CA Peñarol                |
| -   | Bramkarz  | Enrique Ballesteros | 18 stycznia 1905  | -       | Rampla Juniors            |
| -   | Napastnik | Juan Carlos Calvo   | 1906              | -       | Miramar Misiones          |
| -   | Bramkarz  | Miguel Capuccini    | 5 stycznia 1904   | -       | CA Peñarol                |
| -   | Napastnik | Héctor Castro       | 29 listopada 1904 | -       | Club Nacional de Football |
| -   | Napastnik | Pedro Cea           | 1 września 1900   | -       | Club Nacional de Football |
| -   | Napastnik | Pablo Dorado        | 22 czerwca 1908   | -       | CA Bella Vista            |
| -   | Pomocnik  | Lorenzo Fernández   | 20 maja 1900      | -       | CA Peñarol                |
| -   | Pomocnik  | Álvaro Gestido      | 17 maja 1907      | -       | CA Peñarol                |
| -   | Napastnik | Santos Iriarte      | 2 listopada 1902  | -       | Racing Club Montevideo    |
| -   | Obrońca   | Ernesto Mascheroni  | 21 listopada 1907 | -       | Olimpia Montevideo        |
| -   | Pomocnik  | Ángel Melogno       | 22 marca 1905     | -       | CA Bella Vista            |
| -   | Obrońca   | José Nasazzi        | 24 maja 1901      | -       | CA Bella Vista            |
| -   | Napastnik | Pedro Petrone       | 11 maja 1904      | -       | Club Nacional de Football |
| -   | Pomocnik  | Conduelo Píriz      | 1905              | -       | Club Nacional de Football |
| -   | Obrońca   | Emilio Recoba       | 3 listopada 1904  | -       | Club Nacional de Football |
| -   | Pomocnik  | Carlos Riolfo       | 5 listopada 1905  | -       | CA Peñarol                |
| -   | Napastnik | Zoilo Saldombide    | 18 marca 1905     | -       | Montevideo Wanderers      |
| -   | Napastnik | Héctor Scarone      | 26 listopada 1898 | -       | Club Nacional de Football |
| -   | Obrońca   | Domingo Tejera      | 22 lipca 1899     | -       | Montevideo Wanderers      |
| -   | Napastnik | Santos Urdinarán    | 30 marca 1900     | -       | Club Nacional de Football |